# La Adoración de los Magos (Rubens, Amberes)

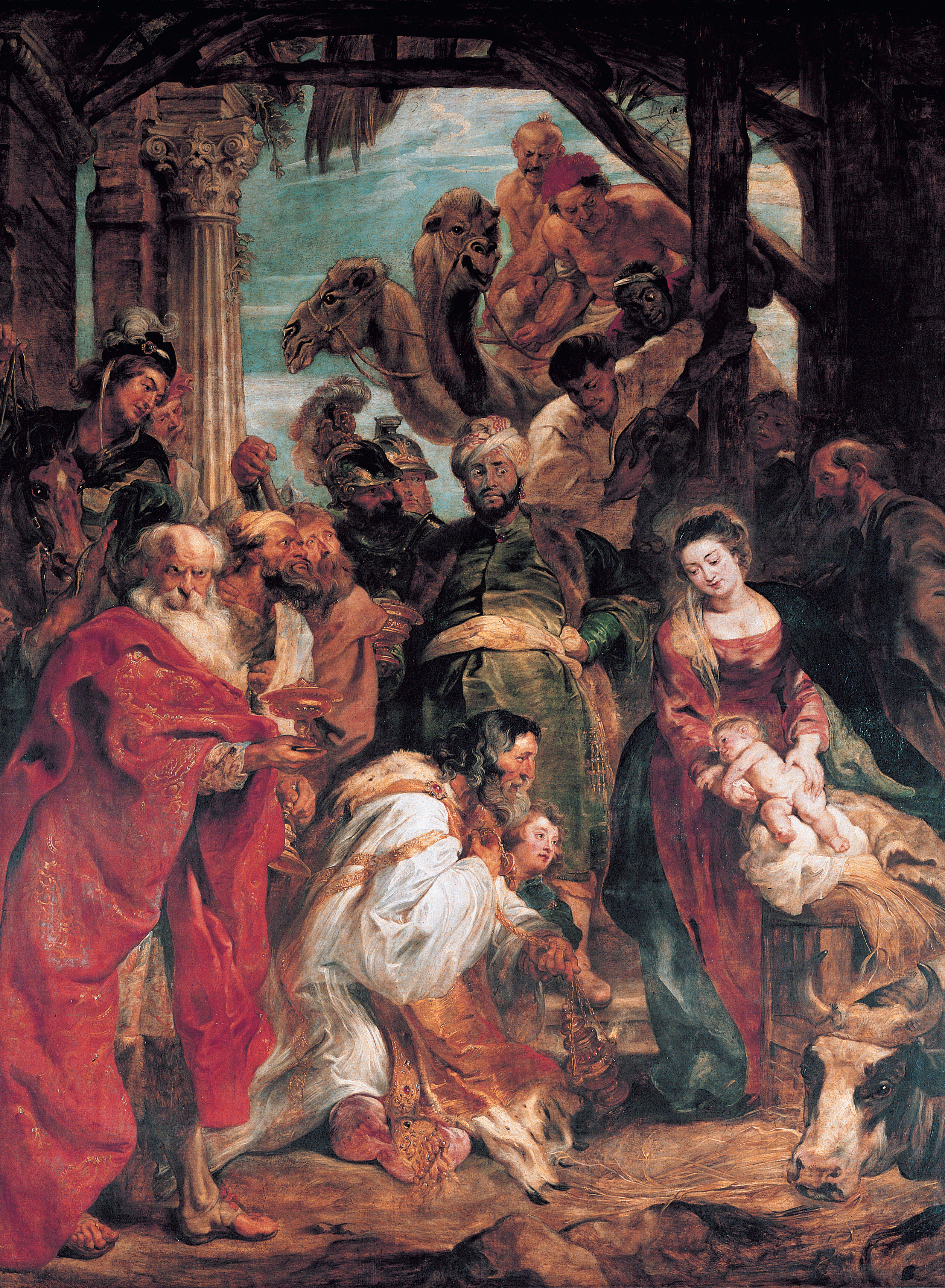
La otra Adoración de Rubens.

La Adoración de los Magos es un tema bíblico varias veces pintado por Pedro Pablo Rubens. Ilustra el pasaje de la Epifanía, uno de los preferidos por la Iglesia católica para ornamentar sus templos. La pintura que se comenta aquí es un óleo sobre lienzo de 218 por 280 centímetros conservado en el Museo Real de Bellas Artes de Amberes.

## Versiones del tema
Rubens, al igual que otros artistas anteriores como Tiziano y Veronés, pintó varios cuadros sobre este tema. Este lo pintó en 1624 y se conserva en el Museo Real de Bellas Artes de Amberes, y hay otro en el Louvre de París. Posiblemente la versión más famosa, o al menos la más grande, es el cuadro del Museo del Prado de Madrid (España), que pintó en 1609 y que amplió entre 1628 y 1629, durante su segundo viaje a la capital española.

## Tratamiento del tema
El cuadro de la Adoración de Rubens refleja una fuerte atracción por lo oriental y el exotismo, plasmada con una policromía impregnada por colores fuertes y cálidos, como el rojo y el reflejo dorado de las armaduras y armas.
Al igual que en otras obras de este autor se puede apreciar la presencia de soldados y personajes secundarios (en este caso porteadores), frente a la ausencia de paisajes, que evita reflejando la hoja de la puerta del establo cerrada.
La luz parte de la figura central: el niño Jesús, iluminando especialmente a la Virgen María. Esta luz llega más atenuada a los tres Magos y deja oscurecidos a los personajes secundarios, incluido San José. El tratamiento de la luz, tan importante en Rubens, no deja duda de cómo pretendió focalizar la mirada del espectador.
Igualmente, los rasgos están más y mejor definidos en los personajes principales pasando finalmente a meros esbozos.

## Personajes
La Virgen María extiende su mano hacia el rey Melchor, que ofrece oro al niño, transmitiendo serenidad y placidez con su mirada y su gesto; mientras, con la otra mano, mantiene al niño ligeramente erguido, mientras mira al primero de los magos. 
San José está tras la Virgen, apenas bocetado, pero con el gesto de quien está admirado ante los acontecimientos.
Baltasar y Gaspar miran el ofrecimiento de Melchor con curiosidad, sin perder detalle, mientras aguardan su turno. Igualmente los porteadores y soldados observan la escena, excepto uno, que mira al espectador.

## Modelos
A menudo se ha querido reconocer en la Virgen María el retrato de la primera esposa de Rubens, Isabella Brant.